# Орлеан (фильм)
«Орлеан» — российский фильм-притча 2015 года режиссёра Андрея Прошкина по сценарию Юрия Арабова.
Фильм участвовал в конкурсной программе XXXVII Московского международного кинофестиваля. Исполнительница главной роли Елена Лядова была награждена призом «Серебряный Георгий» за лучшую женскую роль.

## Сюжет
Городок Орлеан расположен на берегу солёного озера в алтайской степи. В больничной палате, где лежит после очередного аборта местная красавица Лидка, появляется странный господин, назвавшийся Павлючеком, экзекутором. Доведённая его вопросами до истерики, Лидка бежит за помощью к своему приятелю хирургу Рудику. Изменивший внешность экзекутор появляется в квартире Рудика, где лежит его неухоженный парализованный отец.

## В ролях
- Елена Лядова — Лидка, парикмахерша
- Олег Ягодин — Рудик, хирург
- Виталий Хаев — Неволин, следователь
- Виктор Сухоруков — экзекутор Павлючек
- Тимофей Трибунцев — Боря Амаретто, иллюзионист
- Павел Табаков — Игорь, уборщик в парикмахерской

## Съёмочная группа
- Режиссёр-постановщик — Андрей Прошкин
- Автор сценария — Юрий Арабов
- Оператор-постановщик — Юрий Райский
- Художник-постановщик — Юрий Карасик
- Композитор — Алексей Айги, Мартин Жак (The Tiger Lillies)
- Звукорежиссёр — Максим Беловолов
- Режиссёр монтажа — Наталья Кучеренко
- Художники по костюмам — Владимир Никифоров, Дмитрий Андреев−
- Пластический грим — Пётр Горшенин
- Компьютерная графика — CG Factory
- Продюсеры — Игорь Мишин, Наталья Гостюшина

## Основа фильма
Сценарий фильма написан Юрием Арабовым по своему одноимённому роману. В 2011 году роман «Орлеан» вошёл в число финалистов литературной премии «Большая книга». Юрий Арабов в своей истории описал вполне конкретное место — небольшое местечко Орлеан в Кулундинской степи на Алтае, которое своей авторской волей писатель и сценарист превратил в небольшой город.

## Место съёмок
Снимать в реальных алтайских степях не позволял бюджет картины. Решено было снимать в Крыму. Главные объекты для съёмок — странные поселения в степях, солёные озёра, были отобраны режиссёром Прошкиным, оператором Райским и художником Карасиком под Феодосией и Щёлкино в октябре 2013 года.
Первый съёмочный день был назначен на 12 марта 2014 года. Но из-за сложного положения в Крыму возникли проблемы технического обеспечения (завоз съёмочной техники планировался из Киева), актёры задумались, стоит ли ехать туда работать. Было принято решение о консервации съёмочного процесса. Съёмки начались 10 апреля, после аннексии Крыма Россией.

## Саундтрек
При первой монтажной сборке фильма использовались треки британской группы The Tiger Lillies из альбома 2008 года The Freaks. Когда группа приехала с концертом в Москву, режиссёр обратился за разрешением использовать их музыку в саундтреке фильма. Посмотрев материал будущего фильма, участники группы выразили желание написать специальный альбом Orleans. Были записаны двенадцать треков и заглавная песня. Позднее по требованию лидера группы Мартина Жака было подписано дополнительное соглашение к контракту, в результате которого в финальных титрах появилась надпись, что морально-нравственная позиция группы The Tiger Lillies не совпадает с позицией авторов фильма. Кроме треков The Tiger Lillies в фильме звучит музыка композитора Алексея Айги. Во время циркового представления исполняется композиция, написанная им для музыкальной пилы.

## Награды
- XXXVII Московский международный кинофестиваль:
  - приз «Серебряный Георгий» за лучшую женскую роль — Елене Лядовой[2]
  - приз Федерации киноклубов России — лучший фильм российских программ по результатам рейтингового голосования[9]
- Премия «Белый слон» Гильдии киноведов и кинокритиков России:
  - премия за лучшую мужскую роль второго плана — Олегу Ягодину[10]
  - премия за лучший саундтрек[11]
- Премия «Ника»[12][13]:
  - премия за лучшую работу звукорежиссёра (Максим Беловолов)
  - номинация на премию за лучшую сценарную работу (Юрий Арабов)
  - номинация на премию за лучшую мужскую роль (Олег Ягодин)
  - номинация на премию за лучшую музыку (Мартин Жак, Алексей Айги)
  - номинация на премию за лучшую операторскую работу (Юрий Райский)
  - номинация на премию за лучшую работу художника (Юрий Карасик)
  - номинация на премию за лучшую работу художника по костюмам (Дмитрий Андреев, Владимир Никифоров)